# سكوت تشياسون
سكوت تشياسون (بالإنجليزية: Scott Chiasson) هو لاعب كرة قاعدة أمريكي، ولد في 14 أغسطس 1977 في نورويتش في الولايات المتحدة.

## وصلات خارجية
- سكوت تشياسون على موقعبيزبول رفرنس.كوم (الدوري الرئيسي) (الإنجليزية)
- سكوت تشياسون على موقعبيزبول رفرنس.كوم (الدوري الثانوي) (الإنجليزية)
- سكوت تشياسون على موقع إي إس بي إن.كوم (أم.أل.بي) (الإنجليزية)
- سكوت تشياسون على موقع مشجعي الرسوم البيانية (الإنجليزية)